# El show internacional del... Grupo 5
El show internacional del... Grupo 5 es el tercer álbum de estudio de la orquesta Grupo 5, publicado en 1983 por la compañía discográfica Infopesa. El álbum incluye temas con ritmos tropicales, las cuales serían la esencia de la agrupación hasta la actualidad.

## Antecedentes
A inicios de 1982, el vocalista y compositor Wilfredo Mendoza se retira de la agrupación, para formar el Grupo Fantasía.

## Carátula y título
En la carátula se puede observar al Grupo 5 con la formación oficial de la época. El título del álbum hace referencia a la inclusión de ritmos tropicales a la agrupación.

## Lista de canciones
| Lado A |                               |                     |                       |          |  |
| N.º    | Título                        | Letras              | Intérprete(s)         | Duración |  |
| 1.     | «Angelitos negros» (cumbia)   | Eloy Blanco         | Héctor Uceda Senmache | 3:27     |  |
| 2.     | «Esta noche por fin» (balada) | Oldair José         | Lucho Paz             | 3:43     |  |
| 3.     | «Tormenta» (cumbia)           | D.R.                | Elmer Yaipén Uypan    | 3:58     |  |
| 4.     | «Déjame que te quiera» (beat) | Orlando Jiménez     |                       | 3:25     |  |
| 5.     | «Amor fatal» (balada)         | Victor Yaipén Uypan | Lucho Paz             | 3:09     |  |
| 6.     | «Amor vendido» (cumbia)       | V. Gutiérrez        | Elmer Yaipén Uypan    | 3:22     |  |

| Lado B |                                   |                      |                                  |          |  |
| N.º    | Título                            | Letras               | Intérprete(s)                    | Duración |  |
| 1.     | «El canoero» (cumbia)             | I. Villanueva        | Elmer Yaipén Uypan               | 3:27     |  |
| 2.     | «Supe perder» (balada)            | B. Ramírez           | Lucho Paz                        | 3:43     |  |
| 3.     | «Vivir en paz con alegría» (soul) | Aldo Cusqui          | Evert Millones Niquén, Lucho Paz | 3:58     |  |
| 4.     | «No me alcanza» (cumbia)          | D.R.                 | Elmer Yaipén Uypan               | 3:25     |  |
| 5.     | «Espérame» (balada)               | R. Correa, Santander | Héctor Uceda Senmache            | 3:09     |  |
| 6.     | «Yolanda» (salsa)                 | Ramón O. Valoy       | Elmer Yaipén Uypan               | 3:22     |  |

## Créditos

### Músicos
- Bajo: Lázaro Puicón Alvino
- Batería y timbales: Walter Yaipén Uypan
- Cantantes: Elmer Yaipén Uypan, Evert Millones Niquén, Luis "Lucho" Paz Díaz, Héctor Uceda Senmache
- Coros: Victor Yaipén Uypan, Evert Millones Niquén
- Güiro y tumbas: Klitho Quesquén Niquén
- Guitarra 1: Victor Yaipén Uypan
- Guitarra 2: Jorge Uypan Caro
- Órgano, piano y sintetizador: Javier Yaipén Uypan
- Trombones: Max Ucañay Millones, Juan Gustavo Millones
- Trompeta 1: Max Ucañay Millones
- Trompeta 2: Juan Gustavo Millones

### Producción
- Arreglos: Victor Yaipén Uypan
- Dirección general: Elmer Yaipén Uypan
- Dirección musical: Victor Yaipén Uypan
- Productor musical: Alberto Maraví